# Begonia arborescens
Begonia arborescens es una especie de planta perenne perteneciente a la familia Begoniaceae. Es originaria de Sudamérica.

## Distribución
Se encuentra en Brasil en la Mata Atlántica en Río de Janeiro.

## Taxonomía
Begonia arborescens fue descrita por Giuseppe Raddi y publicado en Memoria di Matematica e di Fisica della Società Italiana del Scienze Residente in Modena, Parte contenente le Memorie di Fisica 18: 408. 1820.
Etimología
Begonia: nombre genérico, acuñado por Charles Plumier, un referente francés en botánica, honra a Michel Bégon, un gobernador de la excolonia francesa de Haití, y fue adoptado por Linneo.
arborescens: epíteto latino de las palabras arbor = "árbol" y escens = "parecido" que se alude a su semejanza con un árbol.
Variedades
- Begonia arborescens var. arborescens
- Begonia arborescens var. confertiflora (Gardner) A.DC.
- Begonia arborescens var. oxyphylla (A.DC.) S.F.Sm.[4]